# 15. februar
15. februar je 46. dan leta v gregorijanskem koledarju. Ostaja še 319 dni (320 v prestopnih letih).

## Dogodki
- 1573 – »kronanje« Matije Gubca na zagrebškem Markovem trgu
- 1867 – prvič izveden Straussov valček Na lepi modri Donavi
- 1898 – eksplozija ladje USS Maine v Havani pripelje do ameriško-španske vojne
- 1923 – Grčija kot zadnja uvede Gregorijanski koledar.
- 1932 – SK Ilirija odigra prvo mednarodno hokejsko tekmo jugoslovanskega kluba proti avstrijskemu klubu KAC iz Celovca, ki pred tisoč gledalci v Ljubljani zmaga z 1:12
- 1935 – pričetek prodaje igre Monopoli
- 1936 – IG Farben začne izdelovati prve pnevmatike iz sintetičnega kavčuka
- 1942 – Singapur kapitulira
- 1944 – zavezniško letalsko bombandiranje samostana Monte Cassino
- 1945 – Rdeča armada osvobodi Vroclav
- 1963 – v Franciji odkrita zarota proti Charlesu de Gaullu
- 1971 – v Združenem kraljestvu in na Irskem uvedejo desetiški sistem za svoji valuti
- 1973 – Kuba in ZDA podpišeta sporazum o preprečevanju zračnega piratstva
- 1989 – zadnji vojak ZSSR zapusti Afganistan
- 2011 – v Libiji se začne ljudska vstaja
- 2013 – nad Čeljabinskom, Ural, Rusija, eksplodira okoli 10.000 ton težak meteorit, poškodovanih je več tisoč ljudi in zgradb

## Rojstva
- 1368 – Sigismund Luksemburški, rimski cesar (možen datum tudi 14. februar) († 1437)
- 1377 – Ladislav Neapeljski, kralj Neaplja in neuspešen kandidat za kralja Ogrske in Hrvaške († 1414)
- 1483 – Babur, indijski vojak, pesnik, zgodovinar, državnik († 1530)
- 1564 – Galileo Galilei, italijanski fizik, matematik, astronom, filozof († 1642)
- 1571 – Michael Schultheiss - Michael Praetorius, nemški glasbeni teoretik, skladatelj († 1621)
- 1710 – Ludvik XV. Francoski, francoski kralj († 1774)
- 1748 – Jeremy Bentham, angleški pravnik, filozof († 1832)
- 1759 – Friedrich August Wolf, nemški učenjak († 1824)
- 1809 – Cyrus Hall McCormick, ameriški izumitelj († 1884)
- 1835 – Demetrius Vikelas, grški športni delavec († 1908)
- 1845 – Robert Wood Johnson, ameriški tovarnar († 1910)
- 1858 – William Henry Pickering, ameriški astronom († 1938)
- 1860 – Martin Leo Arons, nemški fizik, socialist († 1919)
- 1861 – Alfred North Whitehead, angleški matematik, logik, filozof in teolog (* 1947)
- 1883 – Arthur Henry Sarsfield Ward - Sax Rohmer, angleški pisatelj († 1959)
- 1888 – Kuki Šuzo, japonski sodobni filozof († 1941)
- 1899 – Georges Auric, francoski skladatelj († 1983)
- 1919 – Peter Žiža, slovenski nevrolog († 1983)
- 1922 – Herman Kahn, ameriški fizik, strateg, futurist († 1983)
- 1935 – Roger Bruce Chaffee, ameriški astronavt († 1967)
- 1943 – France Cukjati, slovenski teolog, zdravnik, politik, predsednik Državnega zbora
- 1951 – Joyce Penelope Wilhelmina Frankenburg - Jane Seymour, angleška filmska igralka
- 1964 – Chris Farley, ameriški filmski igralec, komik († 1997)

## Smrti
- 706 – Tiberij III., bizantinski cesar (* ni znano)
- 815 – Teodora II., bizantinska regentka in cesarica  (* 815)
- 1145 – papež Lucij II.  (* ok. 1095)
- 1152 – Konrad III., nemški kralj iz dinastije Hohenstaufen (* 1093)
- 1370 – Jean Le Bel, flamski kronist (* 1290)
- 1549 – Giovanni Antonio Bazzi, italijanski slikar (* 1477)
- 1573 – Matija Gubec, hrvaški kmečki upornik (* 1538)
- 1621 – Michael Schultheiss - Michael Praetorius, nemški glasbeni teoretik, skladatelj (* 1571)
- 1781 – Gotthold Ephraim Lessing, nemški dramatik, filozof (* 1729)
- 1815 – Stanoje Glavaš, srbski hajduk in heroj prve srbske vstaje (* 1763)
- 1846 – Otto von Kotzebue, ruski raziskovalec (* 1787)
- 1857 – Mihail Ivanovič Glinka, ruski skladatelj (* 1804)
- 1875 – Fidelis Terpinc, slovenski industrialec, politik in mecen (* 1799)
- 1877 – Štefan Selmar, prekmurski rimskokatoliški duhovnik in pisatelj(* 1820)
- 1945 – Charles A. Bartlett, angleški pomorščak (* 1868)
- 1964 – Robert Lee Thornton, ameriški poslovnež, filantrop (* 1880)
- 1965 – Nathaniel Adams Coles - Nat King Cole, ameriški jazzovski glasbenik (* 1917)
- 1980 – Albert-Charles Simonin, francoski pisatelj (* 1905)
- 1988 – Richard Phillips Feynman, ameriški fizik, matematik, nobelovec 1965 (* 1918)
- 1992 – William Howard Schuman, ameriški skladatelj (* 1910)
- 2020 – Janez Zmazek - Žan, slovenski kitarist in pevec (* 1952)

## Goduje
- sveta Georija
- sveti Jordan Saški
- sveti Sigefrid